# Punjab 1984

Punjab 1984 est un film indien en langue punjabi écrit et réalisé par Anurag Singh, sorti en 2014.
C'est un drame qui raconte la douloureuse recherche d'une mère, interprétée par Kiron Kher, dont le fils a disparu au cours des violences qui secouent le Pendjab des années 1980.

## Synpopsis
Dans les années 1980, alors que le Punjab est durement meurtri par les actions des indépendantistes et la répression qui s'ensuit, Shivjeet Singh Mann, un jeune Sikh sans histoire, est arrêté sans raison, battu et torturé par la police. Révolté par tant d'injustice, il rejoint des activistes qui luttent les armes à la main pour la création du Khalistan, la patrie des Sikhs.
Ignorant tout du sort de son fils depuis qu'un matin elle l'a vu partir travailler, Satwant Kaur est rongée par le chagrin. Elle attend inlassablement puis part à la recherche de Shivjeet.

## Fiche technique
- Titre : Punjab 1984
- Titre original en pendjabi : ਪੰਜਾਬ ੧੯੮੪
- Réalisation : Anurag Singh
- Scénario : Surmeet Maavi et Anurag Singh
- Direction musicale : Nick Dhammu et Gurmeet Singh
- Lyrics : Veet Baljit, Raj Ranjodh, Jagvir Sohi et Dr. Tejinder Harjit
- Costumes : Hari Singh Nakai
- Photographie : Anshul Chobey
- Son :
- Montage : Manish More
- Production : Gunbir Singh Sidhu et Manmord Sidhu
- Société(s) de production : White Hill Production et Basic Brothers Productions
- Budget : 70 000 000 roupies
- Langue originale : punjabi
- Pays d'origine : Inde
- Format : Couleurs
- Genre : drame, film historique
- Durée : 159 minutes
- Date de sortie :

Inde : 27 juin 2014
France : 27 juin 2014 (sortie limitée)
Source : IMDb

## Distribution
- Kirron Kher : Satwant Kaur, la mère de Shivjeet
- Diljit Dosanjh : Shivjeet Singh Mann alias Shiva
- Sonam Bajwa : Jeeti
- Pavan Malhotra : Deep Singh Rana, le policier
- Rana Ranbir : Taari
- Vishwas Kini : Pinda
- Manav Vij : Sukhdev Singh
- Raja Singh
- Vansh
- Arun Bali
- Gurcharan Channi : Mann Saab, le père de Shivjeet